# 大誠塾
大成塾（たいせいじゅく）とは、日本の格闘技ジム。正式名称は「ファイティングスポーツクラブ大成塾」である。主宰はK-1でレフェリー、ジャッジを勤めている大成敦。

## 概要
キックボクシング、空手、総合格闘技を学ぶことができる。

## その他
日本人以外に、イラン人選手が多数所属しており、日本とイランの友好親善のための架け橋となっている。

## 主な所属選手
- 才賀紀左衛門
- プリンス・アリ

など